# Camisa roja

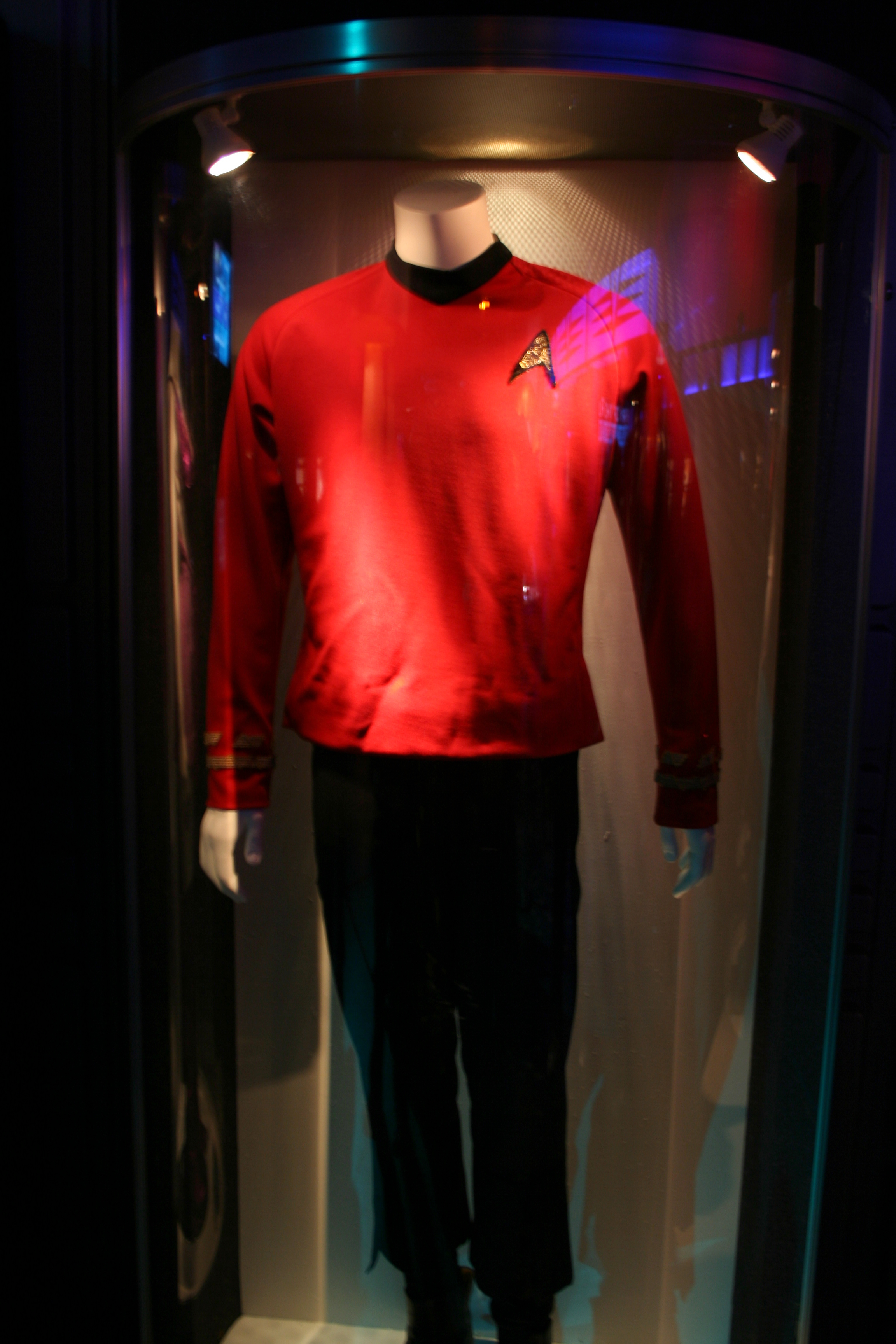
Uniforme utilizado en la serie Star Trek: The Original Series

En una obra de ficción, un camisa roja (del inglés redshirt) es un personaje tipo de menor importancia que muere o es asesinado violentamente poco después de ser presentado con el fin de dramatizar la situación de peligro que están viviendo los personajes principales. 

## Origen del término
El término fue creado por los aficionados a la serie de televisión Star Trek: The Original Series (1966-1969), debido a que en muchos episodios los oficiales de seguridad e ingenieros de la Flota Estelar, que portaban uniformes con camisas rojas, se unían a los personajes principales después de aterrizar. Los camisas rojas solían perder la vida al comienzo de la misión. Sus muertes ponían énfasis en el peligro que podían sufrir sus protagonistas, quienes por supuesto nunca corrían peligro de ser eliminados de la serie.
El término se popularizó y se extendió más allá de la serie. Así, podemos considerar camisas rojas, por ejemplo, a los soldados stormtroopers de Star Wars, los greenshirts de G.I. Joe y algunos personajes de Lost, como Leslie Arzt.